# Pouteria sapota
Pouteria sapota là một loài thực vật có hoa trong họ Hồng xiêm. Loài này được (Jacq.) H.E.Moore & Stearn miêu tả khoa học đầu tiên năm 1967.

## Hình ảnh

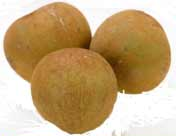
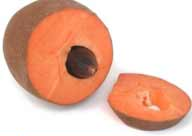
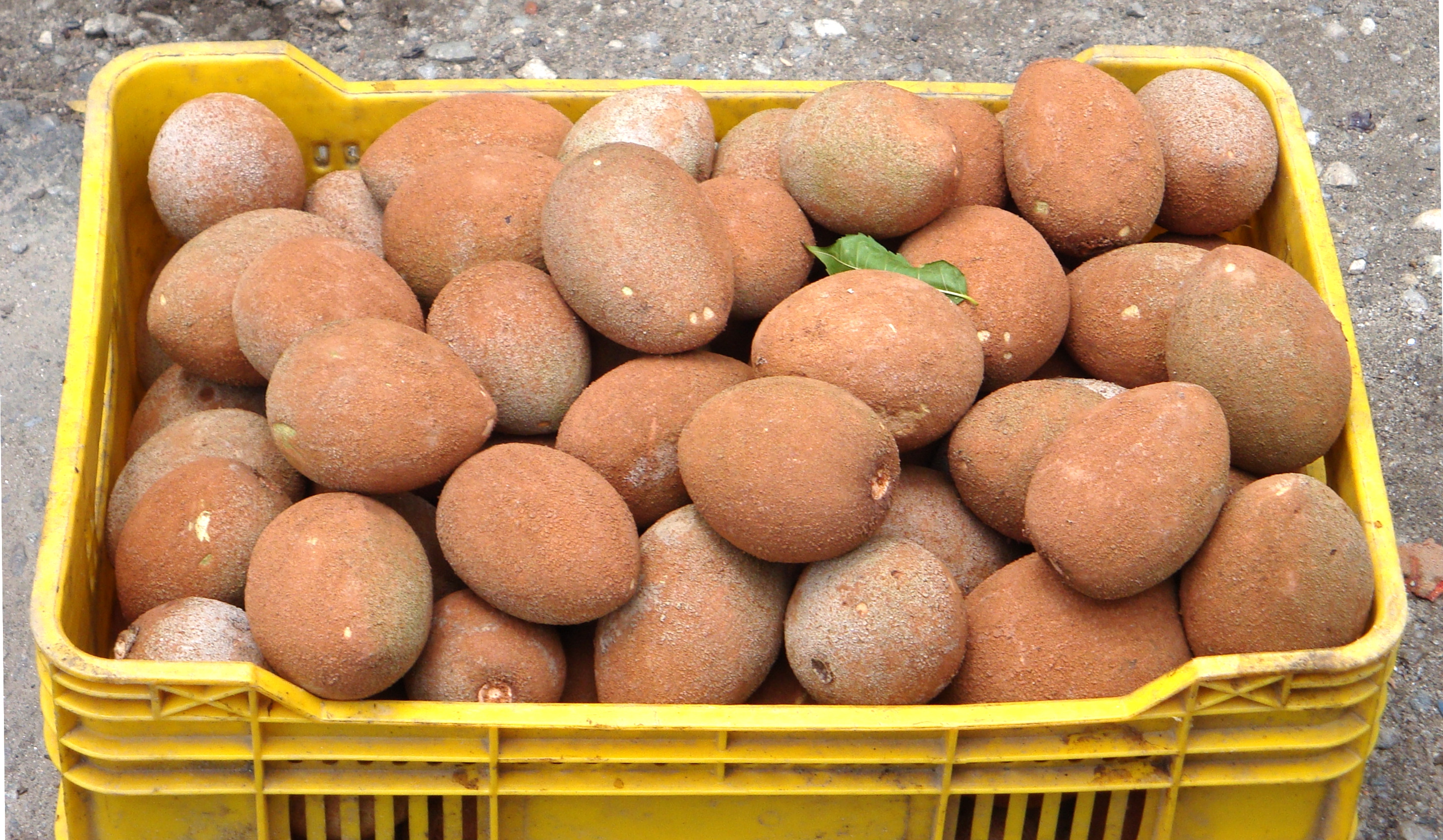
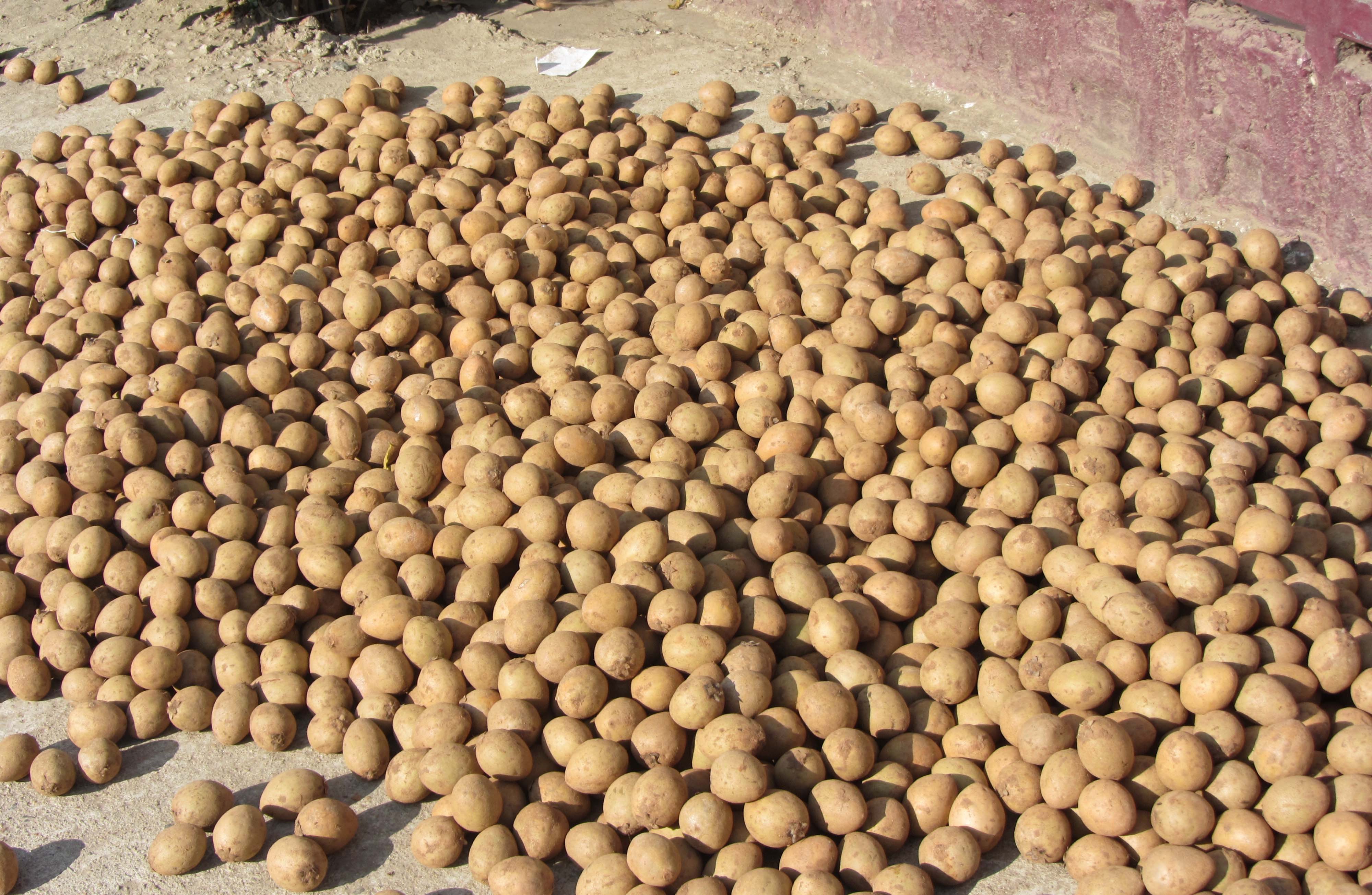